# Audi Typ G
La Typ G è un'autovettura di classe medio-inferiore prodotta dall'Audi dal 1914 al 1923. È stata la più piccola vettura assemblata dall'Audi prima dello scoppio della prima guerra mondiale.
Il modello aveva montato un motore in linea a quattro cilindri ed a quattro tempi, da 2.084 cm³ di cilindrata. La potenza erogata era di 22 CV a 1.900 giri al minuto, mentre l'alesaggio e la corsa erano, rispettivamente, 75 mm e 118 mm. La distribuzione era IOE. Il cambio era a quattro rapporti, mentre la trazione era posteriore. La carreggiata anteriore e posteriore era di 1.250 mm. Le sospensioni erano a balestra ed assale rigido. La carrozzeria era due posti roadster.
La velocità massima raggiunta dal modello era di 65 km/h.
La produzione della Typ G cominciò nel 1914, ma durò solo pochi mesi a causa dello scoppio della prima guerra mondiale che ne interruppe la carriera commerciale, carriera che però fu ripresa all'indomani dell'armistizio: il prezzo concorrenziale rispose bene al difficile periodo economico post-bellico, con l'inflazione galoppante che precludeva ogni progetto a lungo termine: la vettura fu prodotta in totale in 1.122 esemplari, dei quali la stragrande maggioranza fu venduta dopo la guerra. Gli esemplari che trovarono un compratore prima della guerra furono invece in numero irrisorio.